# Maurits van Vollenhoven
Maurits Willem Raedinck van Vollenhoven, heer van Kleverskerke (Haarlem, 25 november 1882 — Madrid, 29 mei 1976) was een Nederlands diplomaat.

## Afkomst
Van Vollenhoven was een telg uit het geslacht Van Vollenhoven waar ook Pieter van Vollenhoven deel van uitmaakt. Hij werd geboren als zoon en enig kind van de Amsterdamse bierbrouwer Maurits van Vollenhoven (1860-1885) en jkvr. Maria Louisa Jacoba Celia van de Poll (1858-1928), telg uit het geslacht Van de Poll. Zijn tante Anna van Vollenhoven (1862-1924) was getrouwd met mr. Jozua Marius Willem van der Poorten Schwartz (1858-1915), bekend geworden als schrijver onder de naam Maarten Maartens.
Van Vollenhoven verloor zijn vader op tweejarige leeftijd. Hij werd door zijn moeder opgevoed. Moeder en zoon brachten de winter door in Italië, aan de Rivièra, in Zwitserland en Oostenrijk. Daar kwam hij al jong in contact met de hoogste kringen: zo was er een particuliere audiëntie bij paus Leo XII, ontmoetingen met keizerin Elisabeth van Oostenrijk en met keizerin Eugénie van Frankrijk. In Rome verkeerden moeder en zoon in de "zwarte" en de "witte" adel. In Nederland behoorde de katholieke staatsman Mgr. Schaepman tot de intimi van de familie Van Vollenhoven.
Het bisdom Utrecht verhuurde vanaf 1884 de buitenplaats Sparrendaal (Driebergen) aan de familie Van Vollenhoven. Diplomaat Maurits van Vollenhoven nam in 1928 de huur over, na het overlijden van zijn moeder. In de periode van de Van Vollenhovens kwamen belangrijke gasten op Sparrendaal, waaronder Herbert Hoover, prins Felix Joesoepov en koningin Victoria Eugénie van Spanje.

## Vroege loopbaan
In 1904 slaagde Van Vollenhoven voor het examen voor gezantschapsattaché en hij was vervolgens werkzaam op het kabinet van de minister van Buitenlandse Zaken. Voordien had hij al wat ervaring opgedaan als diplomaat, want hij was in 1901 enige tijd aan het Nederlandse gezantschap in Rome verbonden geweest.
In 1905 werd hij tot gezantschapsattaché in algemene dienst benoemd, eerst aan het gezantschap te Berlijn, daarna aan dat in Sint-Petersburg.
In 1908 slaagde hij voor het examen voor gezantschapssecretaris, waarop hij in mei van dat jaar als gezantschapssecretaris tweede klasse terug naar Sint-Petersburg gezonden werd. Daar werd hij in 1910 tot gezantschapssecretaris eerste klasse bevorderd. In 1911 werd hij in gelijke rang overgeplaatst naar Madrid, waar hem ook de Nederlandse belangen in Portugal werden opgedragen. Hij legde daar de laatste hand aan de onderhandelingen met Portugal over de grensafbakening tussen Portugees en Nederlands-Timor. Van 1911 tot 1914 was hij voor Spanje en Portugal zaakgelastigde ad interim.

## Eerste Wereldoorlog
Begin 1914 werd Van Vollenhoven tot de gezantschapsraad te Brussel benoemd. Bij het uitbreken van de Eerste Wereldoorlog volgde de Nederlandse gezant de Belgische koning en zijn regering naar Le Havre, waardoor Van Vollenhoven er in Brussel alleen voor stond. Het Nederlandse gezantschap bestond nu nog uit een jonge diplomaat en één secretaris.
De achtergebleven lagere diplomaten van de neutrale staten bleven aan in een juridische schemertoestand. Ze werden al snel de "Ministers-Protecteur" genoemd. Zij beschermden hun neutrale onderdanen en de belangen van de bedrijven uit hun land. Daarnaast was er het gebruik dat iedere diplomatieke vertegenwoordiging ook de zorg voor de belangen van de oorlogvoerende landen op zich nam. Van Vollenhoven nam zo de belangen waar van Griekenland en het Verenigd Koninkrijk. Na de toetreding van de Verenigde Staten tot de oorlog nam hij ook de belangen van dat land er bij. Na de wapenstilstand in november 1918 kwamen daar de Turkse en Duitse belangen voor in de plaats.

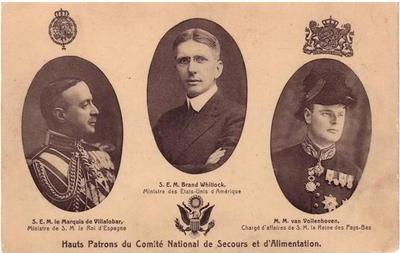
Er werd zelfs een ansichtkaart uitgegeven met Brand Whitlock, De Villalobar en Van Vollenhoven er op afgebeeld.

De Duitse bezetter in België en Noord-Frankrijk schakelde al snel de plaatselijke economie in de Duitse oorlogseconomie in: opeising van grondstoffen, afbraak van fabrieken, opeising van Belgische arbeiders en machines voor Duitsland. Veel Belgen worden op die manier stukje bij beetje van hun inkomsten beroofd en hun lot werd dramatisch: vrij snel was er een tekort aan van alles en nog wat en heerste er hongersnood. Belgische politieke en economische verantwoordelijken die in functie zijn gebleven, waaronder Adolphe Max, Ernest Solvay, Emile Francqui en anderen, stelden alles in het werk om de toestand te verhelpen. Er werden hulp- en voedselcomités opgericht die onmiddellijk iets probeerden te doen aan de hoogste nood. Materiële hulp en voedsel stroomden toe uit neutrale landen als Spanje, Amerika en Nederland. Duizenden jonge Belgische kinderen in Nederland opgevangen.
Samen met de diplomaten ter plaatse van de andere neutrale staten, Markies de Villalobar voor Spanje en Brand Whitlock voor de Verenigde Staten (tot 1917), vormde Van Vollenhoven een driemanschap die de hulpacties patroneerde. Zij waren met name actief in de Commission for Relief in Belgium, voorgezeten door de latere Amerikaanse president Herbert Hoover.
Van Vollenhoven en zijn beide collega's intervenieerden bij tal van strafprocessen en krijgsraden. Het lukte hen evenwel in 1915 niet Edith Cavell te redden.
In mei 1917 verleende de Nederlandse regering aan Van Vollenhoven de titel van minister-resident.
In zijn memoires geeft Van Vollenhoven karakterschetsen van de Duitse gouverneurs-generaal in het bezette België, veldmaarschalk Von der Goltz, kolonel-generaal Von Bissing, kolonel-generaal Von Falkenhausen en van andere belangrijke betrokkenen bij de Duitse bezetting.

## De latere loopbaan
In 1919 werd hij benoemd tot buitengewoon gezant en gevolmachtigd minister te Madrid. Hij trouwde er op 14 april 1921 met de Spaanse Maria Christina de Borbón y Madan (1886-1985), dochter van de hertog van Durcal en een nicht van de Spaanse koning; een van haar huwelijksgetuigen was de Duque de Baena. Hun huwelijk bleef kinderloos.
Van Vollenhoven bleef zijn hele verdere carrière in Spanje, tijdens de Spaanse Burgeroorlog en later in de Tweede Wereldoorlog, als gezant en later ambassadeur Hij bleef er ook na zijn pensionering met zijn Spaanse vrouw wonen. Hij overleed in 1976 op 93-jarige leeftijd en werd begraven op de begraafplaats San Isidro te Madrid.
Van Vollenhoven is een van de weinige diplomaten die memoires heeft nagelaten.

## Eerbewijzen
De grote en zeer initiatiefrijke bemoeienis van Van Vollenhoven heeft hem tijdens en na de Eerste Wereldoorlog tal van eredoctoraten, erelidmaatschappen, erebeschermheerschappen bezorgd. Daarnaast waren er tastbare bewijzen van dankbaarheid zoals gobelins, een marmeren borstbeeld en een zilveren servies. Er werden medailles geslagen met zijn portret en zijn wapen.
Zoals veel diplomaten droeg ook Van Vollenhoven tal van onderscheidingen en ridderorden. Veel van zijn onderscheidingen zijn in het bezit van het Historisch Museum te Arnemuiden.
Hij was onder andere:
- Grootkruis in de Orde van Isabel la Catholica van Spanje
- Grootkruis van het Spaansche Rodekruis en van de Orde van Militaire Verdienste van Spanje
- Grootkruis in de Orde van Karel III van Spanje

Hij droeg het Belgische Burgerlijk kruis Ie kl. 1914-1918 voor "schitterende daden, van moed, zelfopoffering en menschlievendheid". Hij werd ereburger van de Belgische steden Brussel, Antwerpen, Luik en Gent. De Katholieke Universiteit Leuven verleende Maurits Willem Raedinck van Vollenhoven een ere-doctoraat.
In de Belgische Senaat staat zijn buste. In de Brusselse gemeente Schaarbeek is de Ambassadeur van Vollenhovenlaan naar hem genoemd.

## Heer van Cleverskerke
Na de Eerste Wereldoorlog werd Van Vollenhoven heer van Cleverskerke. Dit plaatsje ligt op het Zeeuwse eiland Walcheren vlak bij Arnemuiden, de naam wordt tegenwoordig als Kleverskerke geschreven. Het is niet bekend waarom en hoe Van Vollenhoven heer van het gebied is geworden. Het is wel bekend dat hij elk jaar een bijdrage schonk aan de plaatselijke kerk en school, en dat hij af en toe samen met de toenmalige burgemeester van Arnemuiden, mr. H.F. Lantsheer, ging jagen op Walcheren.

## Een vergeten diplomaat
Van Vollenhoven had een alternatieve manier van doen en laten en dat werd niet door iedereen in dank afgenomen. Zo is hij ondanks zijn aanzienlijke staat van dienst eigenlijk een beetje in de vergetelheid geraakt in (politiek) Nederland. Wel is bekend dat Van Vollenhoven zijn leven lang geprobeerd heeft zijn status officieel te laten herstellen door de Nederlandse overheid. Zo zijn er verschillende briefwisselingen tussen hem en ministers gevonden. Ook zijn er een aantal officiële onderzoeken geweest naar het doen en laten van Van Vollenhoven in de oorlog.